# سیارک ۴۸۱

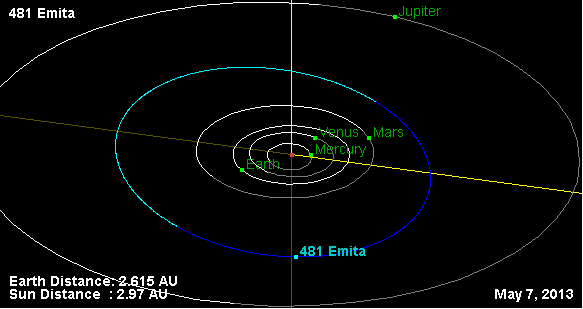
نمایی از محل قرارگیری سیارک ۴۸۱ در مدار – ۲۰۱۳

سیارک ۴۸۱ (به انگلیسی: 481 Emita، نامگذاری:1902HP) چهارصد و هشتاد و یکمین سیارک کشف شده‌است که در ۱۲ فوریه ۱۹۰۲ و در هایدلبرگ کشف شد.
قدر مطلق سیارک برابر ۸٫۶۰ است.